# Landri Sales
Landri Sales es un municipio brasileño del estado del Piauí. 

## Geografía
Se localiza a una latitud 07º15'57" sur y a una longitud 43º55'49" oeste, estando a una altitud de 310 metros. Su población estimada en 2004 era de 5.601 habitantes.